# چارلی رز
چارلی رز (به انگلیسی: Charlie Rose) متولد ۵ ژانویه ۱۹۴۲ در کارولینای شمالی از با سابقه‌ترین مصاحبه گران تلویزیونی حرفه‌ای ایالات متحده آمریکا می‌باشد.
برنامه وی شبانگاهی از کانال پی بی اس آمریکا در نیویورک به‌طور سراسری در کشور پخش می‌شد و با صدها رئیس‌جمهور، رهبر، دانشمند و هنرمند تا کنون مصاحبه نموده‌است.
در نوامبر ۲۰۱۷ پس از این که ۸ زن رز را به آزار جنسی متهم کردند سی بی اس و پی بی اس او را اخراج کردند.
وی متولد ایالت کارولینای شمالی و صاحب مدارج دکترا از دانشگاه دوک و نیز دانش‌آموخته دانشگاه نیویورک نیز می‌باشد.